# 伯克斯角
74°45′S 136°50′W / 74.750°S 136.833°W

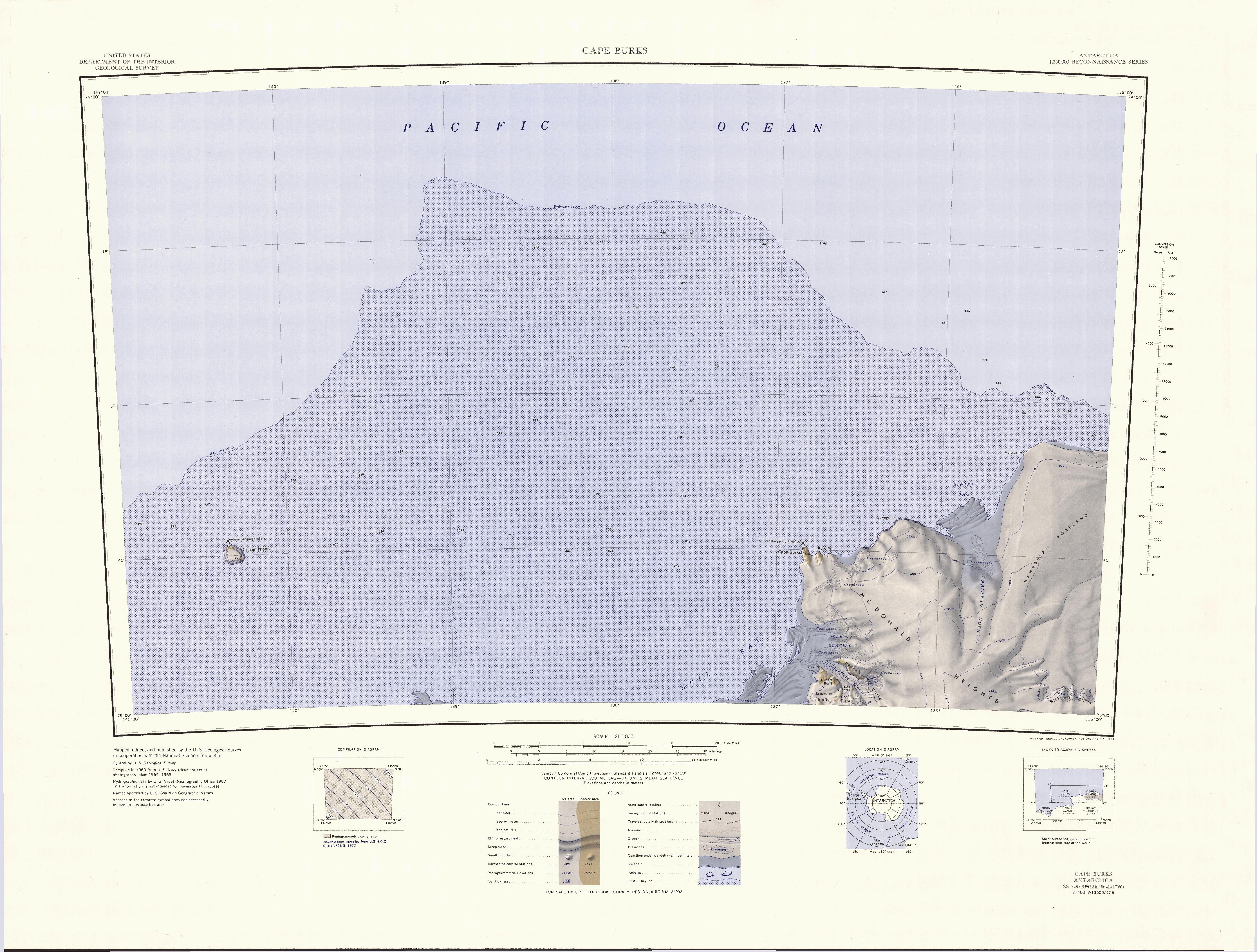

伯克斯角（英語：Cape Burks）是南極洲的海岬，位於瑪麗伯德地，是麥當勞高地的西北端，以美國海軍的上尉指揮官命名，現時由南極條約體系管理。